# Albert Khachumyan
Albert Khachumyan (in armeno Ալբերտ Խաչումյան?; Erevan, 23 giugno 1999) è un calciatore armeno, difensore dell'Ararat.

## Carriera

### Club
Cresciuto nel settore giovanile del P'yownik, nel 2017 si accasa all'Ararat-Moskva, che successivamente cambierà nome in Ararat-Armenia. Con l'Ararat-Armenia esordisce nella massima serie armena, vincendo due campionati nazionali.

### Nazionale
Dopo aver giocato nelle selezioni giovanili Under-19 e Under-21, viene convocato in nazionale maggiore nel 2021 dal CT Joaquín Caparrós. Esordisce il 5 giugno 2021 in un match amichevole contro la Svezia, terminato 3-1 in favore degli scandinavi.

## Palmarès

### Club

#### Competizioni nazionali
- Campionato armeno: 2

Ararat-Armenia: 2018-2019, 2019-2020
- Supercoppa d'Armenia: 1

Ararat-Armenia: 2019